# Harry Fainlight
Harry Fainlight (New York, 1935 – Galles, 1982) è stato un poeta statunitense/britannico,
collegato al movimento beat.
Era il fratello minore di Ruth Fainlight (nata nel 1931), anche lei poetessa, che ha curato un volume postumo del lavoro di Harry, Selected Poems, pubblicato nel 1986.

## Gli anni della giovinezza
Educato al liceo inglese e all'Università di Cambridge, dove è stato contemporaneo di Ted Hughes, Fainlight era un giovane precoce che ammirava i poeti beat e pubblicò su riviste inglesi come Encounter quando era ventenne. La doppia cittadinanza gli diede l'opportunità di viaggiare liberamente per gli Stati Uniti e vedere direttamente i suoi eroi come Allen Ginsberg. Rimase a New York per tre anni dal 1962. Durante il suo soggiorno negli USA, Ginsberg lo chiamò "il poeta inglese più dotato della sua generazione", e Fainlight contribuì a Fuck You, una rivista di arti alternative pubblicata da Ed Sanders (attivista politico, poeta e tra i fondatori del gruppo musicale The Fugs).
Come Ginsberg, Fainlight era ebreo e forte sperimentatore di droghe. Tra le sue opere, mentre era in America, vi sono Mescaline Notes e The Spider, narrazione di un inquietante brutto viaggio con l'LSD.
Fainlight tornò a Londra, nella primavera del 1965, dove, un piccolo editore, Turret Books, pubblicò l'unico volume edito in Inghilterra nel corso della sua vita, Sussicran, un breve pamphlet di 12 pagine. Il titolo è la parola "Narcissus" (narciso) scritto alla rovescia.

## The International Poetry Incarnation
Quando Ginsberg visitò Londra nel giugno 1965 diede una lettura alla Better Books in Charing Cross Road che risultò estremamente popolare. Il responsabile della libreria, Barry Miles, suggerì di realizzare un evento più grande, che comprendesse gli amici scrittori beat Lawrence Ferlinghetti e Gregory Corso, che stavano arrivando in città. La fidanzata di Ginsberg del tempo, Barbara Rubin, chiese quale era la più grande sede disponibile a Londra. La moglie di Miles citò la Royal Albert Hall. La Rubin prontamente prenotò il locale di 7000 posti per 10 giorni più tardi.
Incredibilmente, per una lettura di poesia moderna, l'International Poetry Incarnation, la sala venne più che esaurita. Fu, come disse Miles nel film di Stephen Gammond, A Technicolour Dream (2008), "come una poesia rave", il primo segno di come molti erano interessati all'underground art.
Harry Fainlight era uno dei 17 poeti che doveva apparire accanto Ginsberg. La sua migliore performance può essere vista nel film di Peter Whitehead sulla manifestazione, Wholly Communion (1965). La sala gremita non apprezzò il giovane poeta quando iniziò a leggere The Spider e fu interrotto dallo scrittore olandese Simon Vinkenoog, in preda alla mescalina, che cantava "Amore, amore!" mentre la folla si agitava. Fu difficile per Fainlight continuare a leggere in quelle condizioni. L'occasione lo turbò profondamente, anche se era abituato alle varie crisi e violenze della sua vita travagliata.

## International Times
Fainlight fu tra i fondatori e collaboratori di International Times (IT), un periodico di controcultura lanciato nell'ottobre 1966 da Indica Bookshop. In Tales From The Embassy, una trilogia di storie di Dave Tomlin (un altro spirito guida di IT) Fainlight compare come il poeta Harry Flame. Il narratore ricorda Flame sorridente in una bella mattina, che risponde con una smorfia: "Te la farò pagare per questo!",
Quando, su suggerimento di Ted Hughes, l'editore Faber and Faber si offrì di pubblicare i lavori di Fainlight, questi rispose bagnando uno straccio di benzina, accendendolo, e infilandolo nella cassetta delle lettere in Queen Square.
Ma, talvolta, ebbe anche comportamenti spiritosi. A fine estate del 1967 John "Hoppy" Hopkins
organizzò una sfilata, "La morte e la risurrezione di IT".
Fainlight apparve in questo pezzo improvvisato di teatro di strada come la personificazione umana della rivista. Fu portato in una bara in un "viaggio di rinascita" dal cenotafio a Whitehall
a Notting Hill Gate (incluso un giro sulla Circle Line), dove il corteo attraversò il mercato di Portobello e IT (Fainlight) fu simbolicamente resuscitato all'incrocio con Tavistock Road.
Tuttavia, quando fu pubblicata l'antologia di Michael Horovitz, Children of Albion: Poetry of the Underground in Britain dalla Penguin nel 1967, Fainlight, con pochi altri poeti underground del tempo, non venne incluso.

## Selected Poems
Nella sua recensione di From The Notebook, un libro trascritto da Dave Tomlin da una serie di conferenze che Fainlight tenne presso l'ambasciata della Cambogia negli anni '70, Niall McDevitt definì le 78 pagine dei Selected Poems (Turret Books, Londra, 1986), curato da Ruth Fainlight, "deludenti", notando che le opere idilliche erano molte di più delle poesie ispirate ai suoi anni a New York e chiese "dove sono finite le poesie gay-sex-in-toilets (sesso gay nei gabinetti) o le poesie out-of-it-on-drugs (fuori di testa a causa della droga)?".

Ruth Fainlight rispose con una lettera che ricevette dal fratello nel 1981. Harry Fainlight scriveva: 
(Estratto dalla lettera di Harry Fainlight a Ruth Fainlight. Inviata dal Den Cottage, Sarn, Powys, Wales, il 6 settembre 1981)

## The Place of Dead Roads
Fainlight è indirettamente ricordato da William Burroughs nel romanzo del 1983 The Place of Dead Roads e dove l'immagine del titolo è spiegata: "E cos'è una strada morta? Ebbene, signore, qualcuno l'ha usata per incontrare, un amico, forse... Ricordi 24 Arundle [sic] Terrace a Londra? Così per molte strade morte".
Phil Baker rintracciò questo luogo in Arundel Gardens, una terrazza a Notting Hill dove Fainlight abitava al numero 24 durante il 1968-69.
Egli ebbe una breve relazione sessuale con Burroughs e rimasero amici, la notizia della sua morte, che Burroughs ricevette mentre scriveva il libro, sarebbe stato uno stimolo a ricordare Arundel Gardens come una "strada morta".
Fainlight non ha mai avuto una relazione significativa, non ha mai vissuto con nessuno e, secondo la sorella, "trascorse tutta la sua vita adulta dentro e fuori da ospedali psichiatrici."
Nel 1982, mentre soffriva di polmonite fece una passeggiata serale, vestito in modo leggero. Fu trovato più tardi che giaceva in un campo, morto probabilmente per ipotermia.

## Fragments of a Lost Voice
Nel 2008 una valigia contenente un fascicolo di carte sono state scoperte in un edificio rurale gallese lasciate lì da Harry qualche tempo prima della sua morte. Tra i documenti c'erano due poesie scritte a mano e non finite (City I & City II). Questi sono stati poi decifrati da 22 poeti che poi hanno scritto nuove poesie ispirate da questi frammenti. I risultati sono stati pubblicati a cura di Dave Tomlin come Fragments of a Lost Voice.